# Het Doornikse
Het Doornikse (Latijn Tornacesium, Frans le Tournaisis en le Tournésis) was een feodaal gebied rond de huidige Belgische plaats Doornik. Aanvankelijk stond het onder invloed van de burggraaf van Mortagne, een vazal van het graafschap Vlaanderen, maar vanaf 1187 viel het in verschillende fasen aan de koning van Frankrijk. Vanaf 1314 staat het Doornikse ook bekend als het baljuwschap Doornik (le bailliage de Tournai). In sommige periodes had de stad een afzonderlijke schepenbank, waardoor ook vaak de benaming Doornik en het Doornikse gebruikt wordt. In 1521 veroverde keizer Karel V het baljuwschap voor de Spaanse Nederlanden. Na een korte tussenperiode onder Lodewijk XIV van Frankrijk (1667–1709) behoorde het Doornikse ook tot de Oostenrijkse Nederlanden. In 1795 werd het gebied grotendeels ingedeeld bij het departement van Jemappes, de tegenwoordige provincie Henegouwen.

## Samenstelling
Het Doornikse is ontstaan uit drie heerlijkheden:
- De Doornikgouw, met het château de Bruille als centrale burcht. Deze gouw bestreek beide oevers van de Schelde. Op de westelijke oever strekte hij zich uit van Bossuit tot Maulde. De dorpen Spiere en Dottenijs behoorden gedeeltelijk tot de kasselrij Kortrijk. Op de oostelijke oever omvatte de gouw Warchin, Rumillies en Beclers. In 1669 werden onder andere Hérinnes, Kain, Melles, Vaulx, Antoing en Maubray toegevoegd.
- De burcht van Mortagne-du-Nord. Tot dit burchtdomein behoorden tevens Laplaigne, Flines-lès-Mortagne, Château-l'Abbaye en Bruille-Saint-Amand.
- De kerkelijke enclave rond de Sint-Amandsabdij. Deze enclave omvatte Saint-Amand-les-Eaux, Thun, Nivelle en Lecelles.[1]

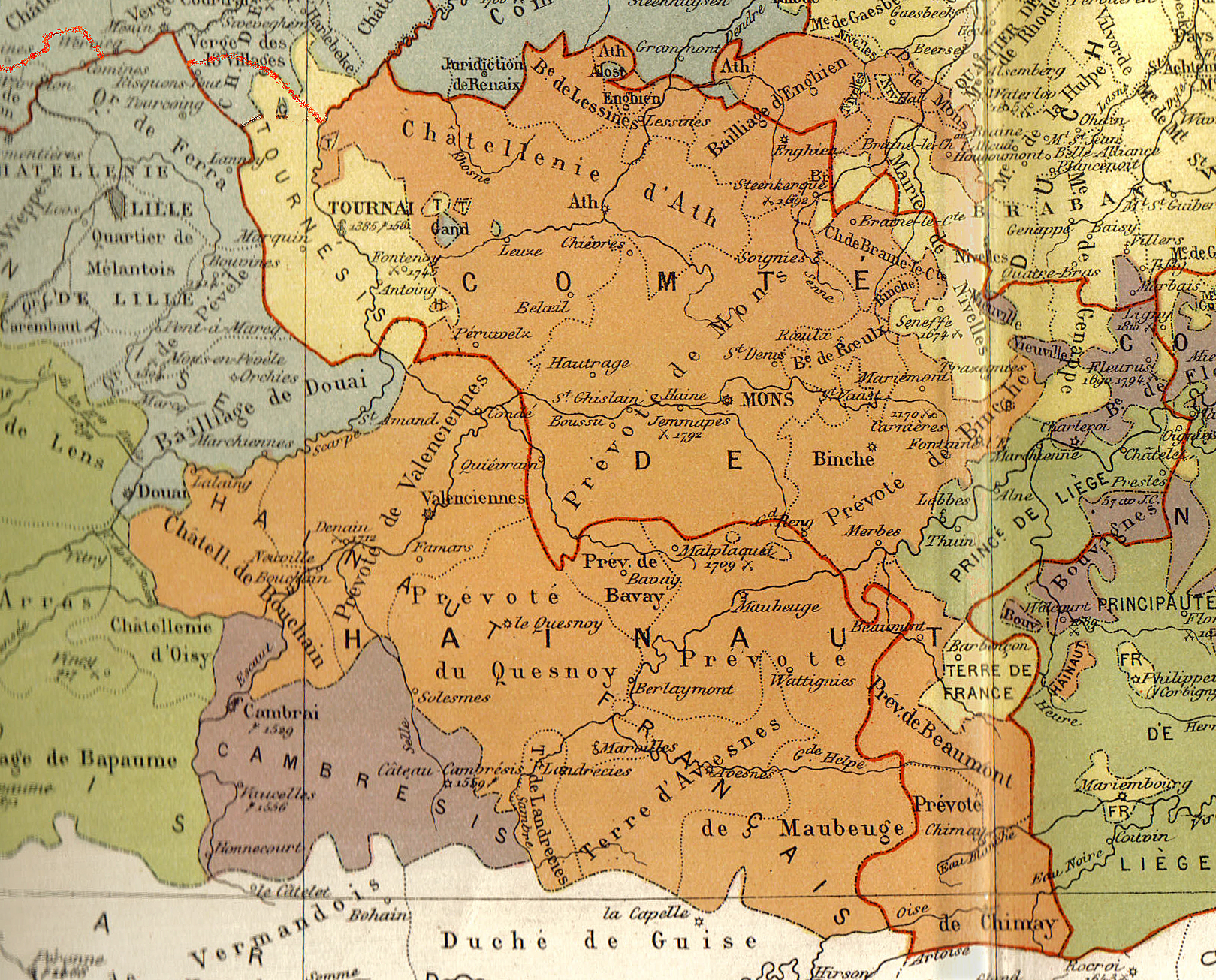
Het graafschap Henegouwen, met linksboven het Doornikse (geel). De huidige lands- en provinciegrenzen zijn rood.
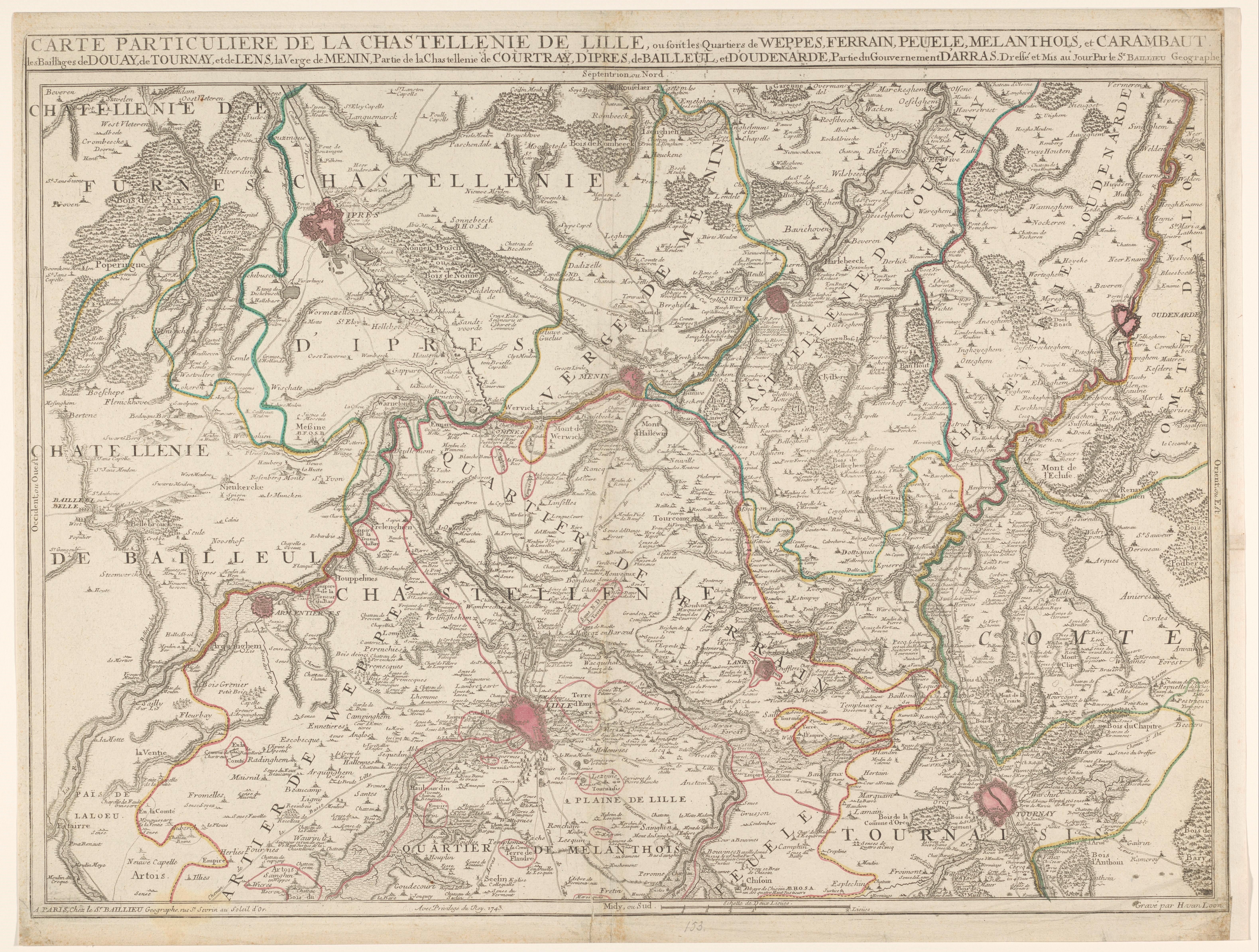
Detailkaart van de noordelijke helft (rechtsonder) vóór de grenswijzigingen van 1669.
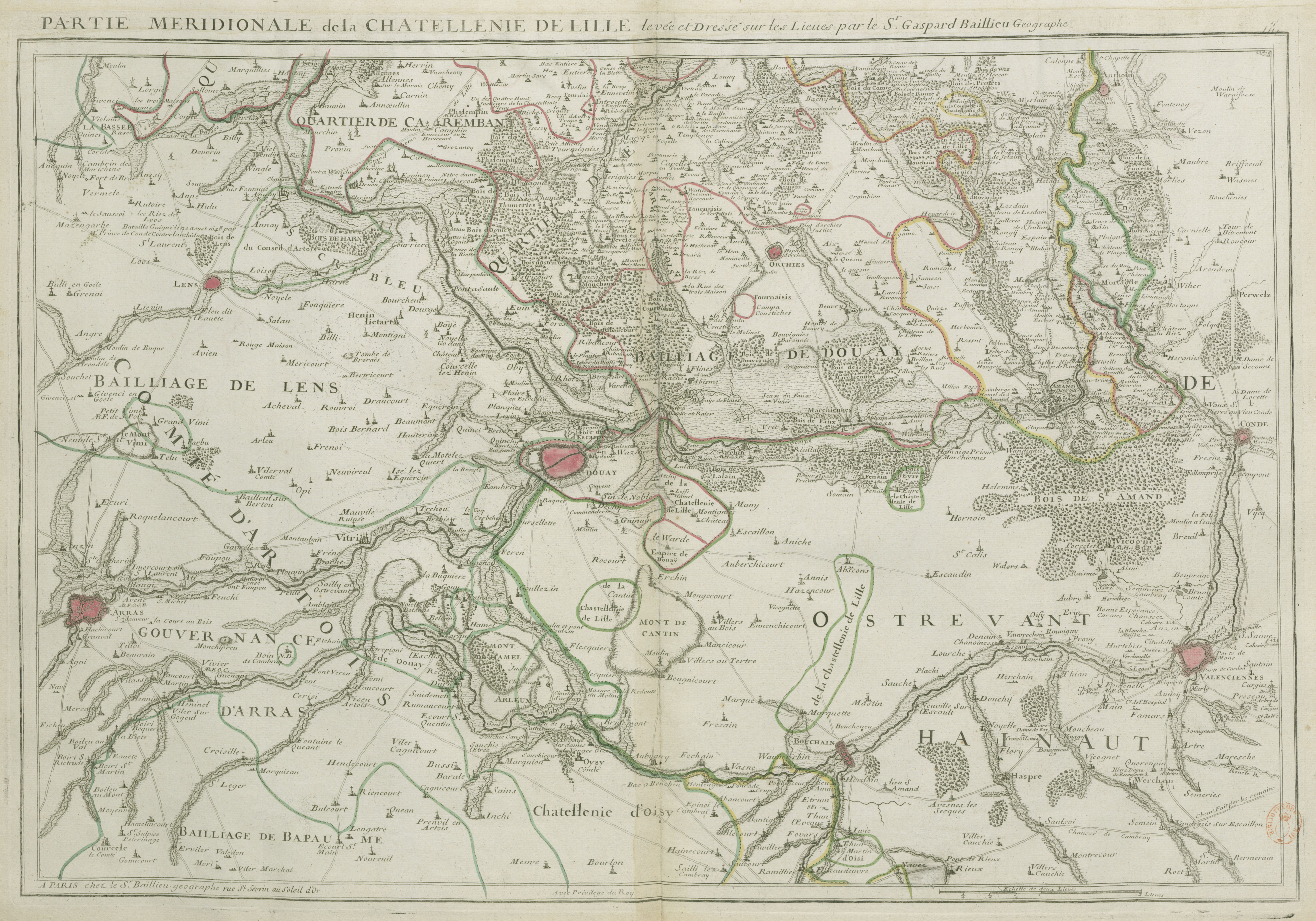
Zuidelijke helft. Het Doornikse is geel omrand, de heerlijkheid Mortagne heeft blauwe en rode randen.

## Geschiedenis

### Het gebied komt onder Vlaamse invloed (10e eeuw)

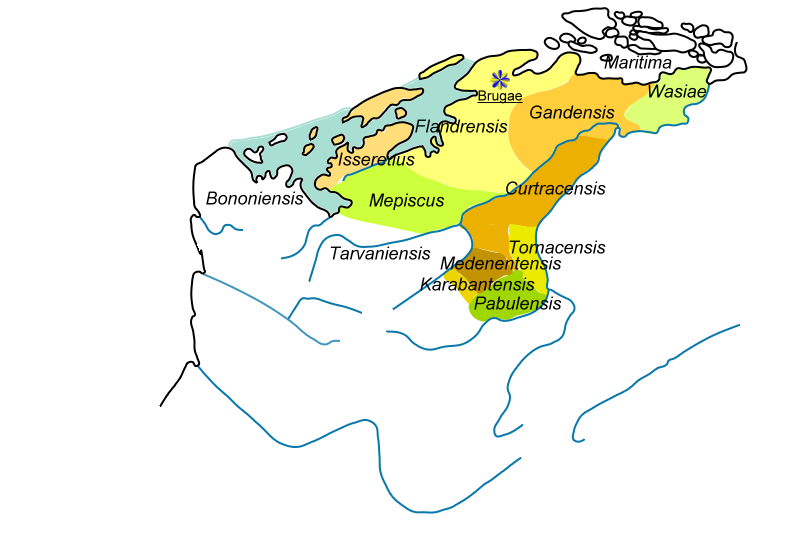
Mogelijke reconstructie van de bekende gouwen

De voorloper van het Doornikse was de Doornikgouw, een gebied dat in leen gehouden werd door de bisschop van Doornik en zijn seculier kapittel. Het was een rechtstreeks leen van de koning van Frankrijk. Aanvankelijk stond het onder de bescherming ("voogdij") van de graaf van de Oosterbant, ten zuiden van het gebied. De centrale burcht was het château de Bruille, gelegen op een eiland ter hoogte van Doornik. In de jaren 890 konden de broers Boudewijn II van Vlaanderen en Rudolf van Kamerijk deze burcht innemen. De burggraaf keerde terug naar de Oosterbant en bouwde een nieuwe burcht te Mortagne, aan de samenvloeiing van de Schelde en de Scarpe.
In 898 waarschuwde Karel de Eenvoudige Boudewijn dat alle landgoederen en rechten van de bisschop rechtstreeks afhingen van de koning, zonder de graaf als tussenpersoon. Helaas genoot de koning onvoldoende steun van zijn andere vazallen voor een strafexpeditie tegen Vlaanderen. Boudewijns zoon, graaf Arnulf, kon de dreiging vanuit de Oosterbant definitief uitschakelen. De burggraven van Mortagne (931) en Douai (943) zwoeren hem zelfs trouw. Vervolgens kon deze eerste burggraaf, gesterkt door de graaf van Vlaanderen, zijn bevoegdheden sterk uitbreiden in het kerkelijke gebied. Nul n'est complètement indépendant du châtelain; de burggraaf was verantwoordelijk voor de ordehandhaving, rechtspraak, belastingen en administratie. Tevergeefs herinnerde een pauselijke bul eraan dat het Doornikse toebehoorde aan de Kerk (988).

### De Franse koningen grijpen in (1187–1321)
Toen de bisschop omstreeks 1150 een schepenbank in het leven riep, de zogenaamde commune de Tournai, botsten de bevoegdheden van de commune herhaaldelijk met de bevoegdheden van de burggraaf. Een van deze conflicten verschafte aan koning Filips Augustus een aanleiding om persoonlijk naar Doornik te reizen (december 1187). Hij had de grote macht van de Vlaamse graaf Filips van de Elzas al meermaals weten te stuiten, en koos nu ook partij tegen diens burggraaf. Aan de commune schonk hij verregaande privileges. Na veel protest vanuit Vlaanderen deed hij een beperkte toegeving aan Boudewijn I van Constantinopel: hij herstelde de burggraaf in zijn oude rechten (het Verdrag van Vernon, 1195) maar over de privileges van de commune werd niet gesproken.
Nu de commune haar bevoegdheden ontleende aan de bisschop én aan de koning, kon ze de burggraaf nog efficiënter bestrijden. De burggraaf haalde zijn banden met Vlaanderen aan, door middel van een reeks in-leen-opdragingen (1277). Toch bleef zijn positie kwetsbaar en in 1287 formuleerde de bisschop een formele aanklacht bij le Grand Conseil in Parijs. De conseil oordeelde dat de eeuwenlange inmenging van de burggraaf in strijd was met de rechtstreekse band tussen de bisschop en de koning. Burggravin Maria van Mortagne zag zich gedwongen om de soevereiniteit over het Doornikse te verkopen aan de commune (1289). Aan het begin van de Vlaamse Opstand (1297-1305) probeerde Robrecht van Béthune de streek met geweld terug te krijgen. Franse troepen konden echter vrij snel Doornik en talrijke andere Vlaamse steden innemen. Burggravin Maria werd verplicht om ook voor Mortagne de leenband met Vlaanderen te beëindigen en rechtstreeks trouw te zweren aan de koning.
In 1312 stierf burggravin Maria. Haar erfgenamen verkochten, onder lichte dwang, hun erfrecht aan Filips de Schone. Het Doornikse, Mortagne en het zuidelijke Saint-Amand-les-Eaux werden samengevoegd tot één kroondomein, bestuurd door een baljuw die aantrad in 1314. Enkele jaren later kreeg Filips V van Frankrijk de bisschop zo ver, de meeste van zijn heerlijke rechten af te staan (1321). De koning was uitgegroeid tot de enige gezaghebbende over de commune. Kort daarna werd de commune opgeheven ten voordele van de koninklijke baljuw en diens schepenbank.

### Eerste Franse periode (1321–1521)

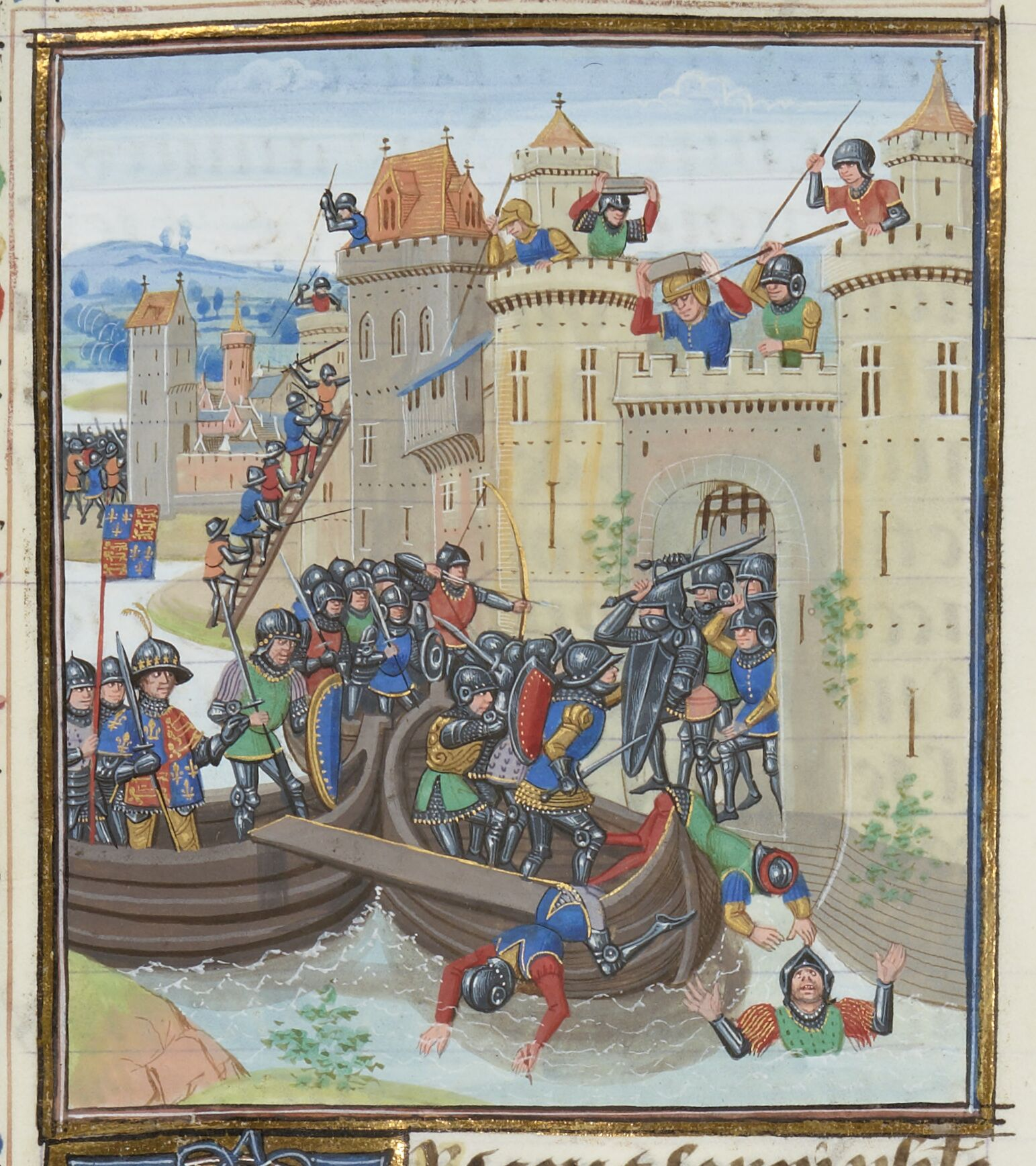
Miniatuur van het beleg van Doornik (1340)

Filips VI van Frankrijk was nog maar net koning, of de prominenten van Doornik vroegen al dat hij hun droit de commune herstelde. In 1333 ging hij hierop in, maar wellicht niet voor lang. Tijdens het beleg van 1340 hield Doornik succesvol stand tegen Engelse troepen. Hiervoor beloonde de koning de stad alsnog met een terugkeer van de commune. Tijdens de Gentse Opstand (1379-1385), en in het bijzonder na de Slag bij Westrozebeke (1382), werden Vlaamse rebellen gevangen gehouden in Doornik. Anti-Franse inwoners konden de macht grijpen en lieten de soldaten vrij. Eenmaal koning Karel VI van Frankrijk de rust hersteld had, plaatste hij de stad opnieuw onder het toezicht van de baljuw. De stad kocht zich hieruit vrij in 1389.
Door de personele unie tussen Vlaanderen en Henegouwen, begonnen in 1433, werd Doornik een Franse enclave ten midden van Bourgondische bezittingen. Aan het begin van de Bourgondische Successieoorlog stelde Doornik zich beschikbaar om een Frans garnizoen onder te brengen (23 mei 1477). Dit werd hen bijzonder kwalijk genomen in Vlaanderen, in die mate dat Maximiliaan van Oostenrijk reageerde met een embargo op de handel met het Doornikse. De economie werd zwaar getroffen en veel mensen verlieten de stad.
In 1513, halverwege de Oorlog van de Liga van Kamerijk, sloegen Engelse troepen het beleg om Terwaan, versloegen een Frans ontzettingsleger en trokken verder naar Doornik. De stad viel en het gebied kreeg nieuwe instellingen naar Engels voorbeeld. Op uitvoerend vlak werd de baljuw vervangen door een governor, op gerechtelijk vlak werd een sovereign court geïnstalleerd, en op wetgevend vlak werd een parlementaire afvaardiging (constituency) gecreëerd. De Engelsen ondervonden al snel dat de militaire paraatheid van Doornik hen veel geld kostte. Ze verkochten het gebied terug aan Frankrijk, tegen een bedrag van 600.000 kronen (1519).

### Spaanse periode (1521–1667)
Tijdens de Italiaanse Oorlog (1521-1526) greep keizer Karel V de historische band tussen Doornik en Vlaanderen aan om het baljuwschap te veroveren (1521). Het werd ingelijfd als een onderdeel van het graafschap Vlaanderen, en gold dus nooit als een afzonderlijke "provincie". Krachtens de Vrede van Madrid (1526) en de Damesvrede van Kamerijk (1529) werd het Doornikse overgeheveld van het koninkrijk Frankrijk naar de Bourgondische Kreits van het Heilige Roomse Rijk.
Op gerechtelijk vlak werd het Doornikse onder de Raad van Vlaanderen geplaatst. Op bestuurlijk vlak werd het echter nooit een lid van de Staten van Vlaanderen. Deze bijzonderheid lijkt een gevolg te zijn van het feit dat Karel V vrijwel onmiddellijk na de inname om een bede moest vragen, waardoor inderhaast een statenvergadering samengesteld moest worden. Deze statenvergadering bleef ook nadien in functie. Vanaf 1556 vergaderde ze jaarlijks met de vertegenwoordigers van de baljuw.
De streek was een vroeg centrum van opkomend calvinisme in de Nederlanden, maar het calvinisme werd snel ingedamd door de inquisitie in de Nederlanden. Het Doornikse sloot zich aan bij de Pacificatie van Gent (1576) maar hield zich afzijdig van de Unie van Atrecht en de Unie van Utrecht. De uitlevering van Kamerijk en het Kamerijkse aan de opstandelingen (februari 1580) lokte een offensief uit van Alexander Farnese, dat onverwacht resulteerde in het succesvolle beleg van Doornik (1581). De protestanten in de streek namen noodgedwongen deel aan de migratiestroom in de Nederlanden.

### Tweede Franse periode (1667–1709)

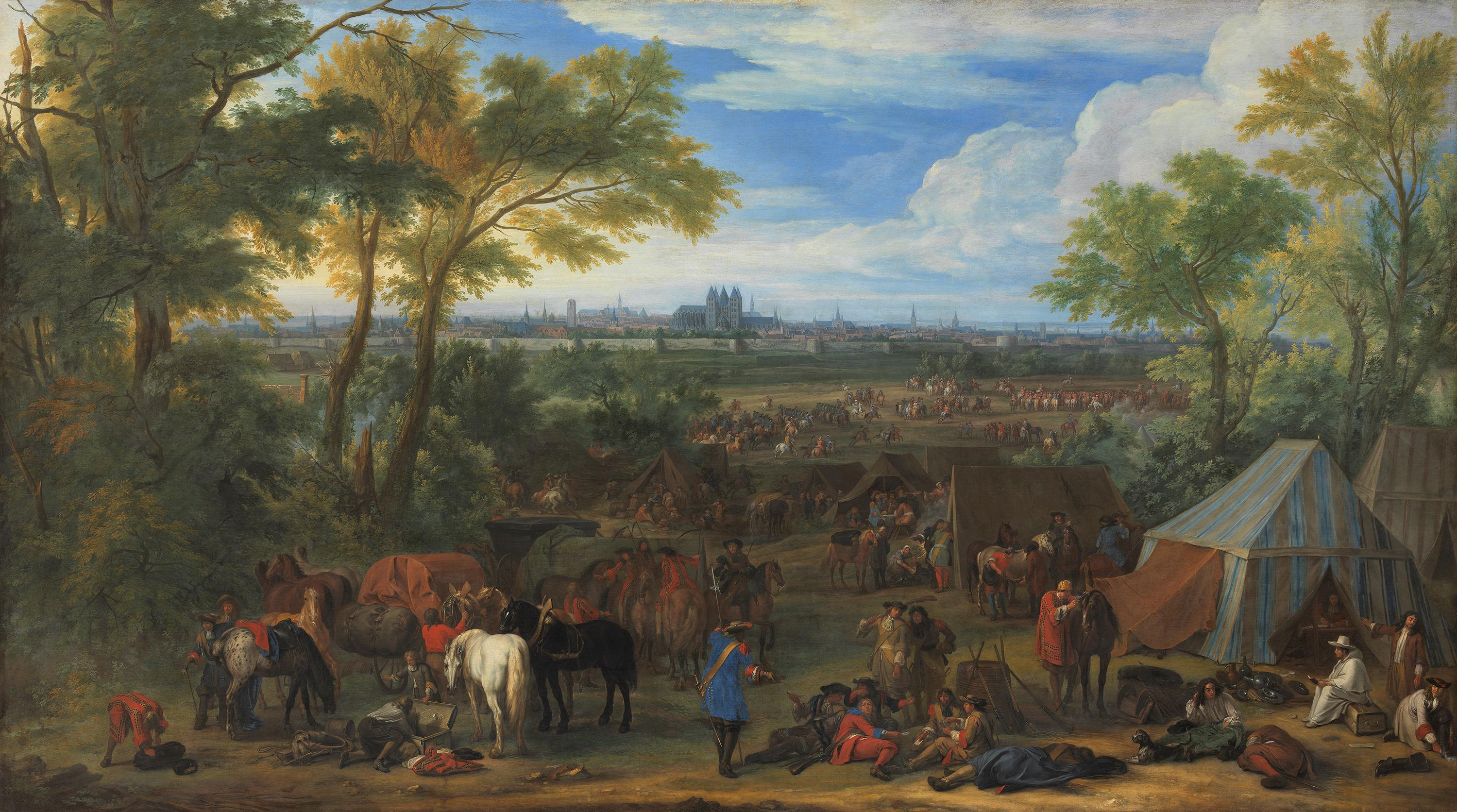
Het Franse beleg rond Doornik in 1667 (Adam Frans van der Meulen)

In de Devolutieoorlog (1667–1668) viel Doornik zonder veel strijd in handen van het leger van Lodewijk XIV van Frankrijk. Hoewel Doornik haar statenvergadering behield, werden voor de veroverde gedeelten van Vlaanderen ook twee nieuwe instanties opgericht: de Intendance de Flandre wallonne te Rijsel (bestuurlijk) en het Parlement de Flandre te Doornik (gerechtelijk). Ook delen van het naburige graafschap Henegouwen vielen in Franse handen, zoals het burggraafschap Aat. Een koninklijk besluit (1669) zorgde voor de overdracht van een veertigtal leengoederen van Aat naar het Doornikse, allen gelegen op de oostelijke oever van de Schelde.

### Oostenrijkse periode (1709–1794)

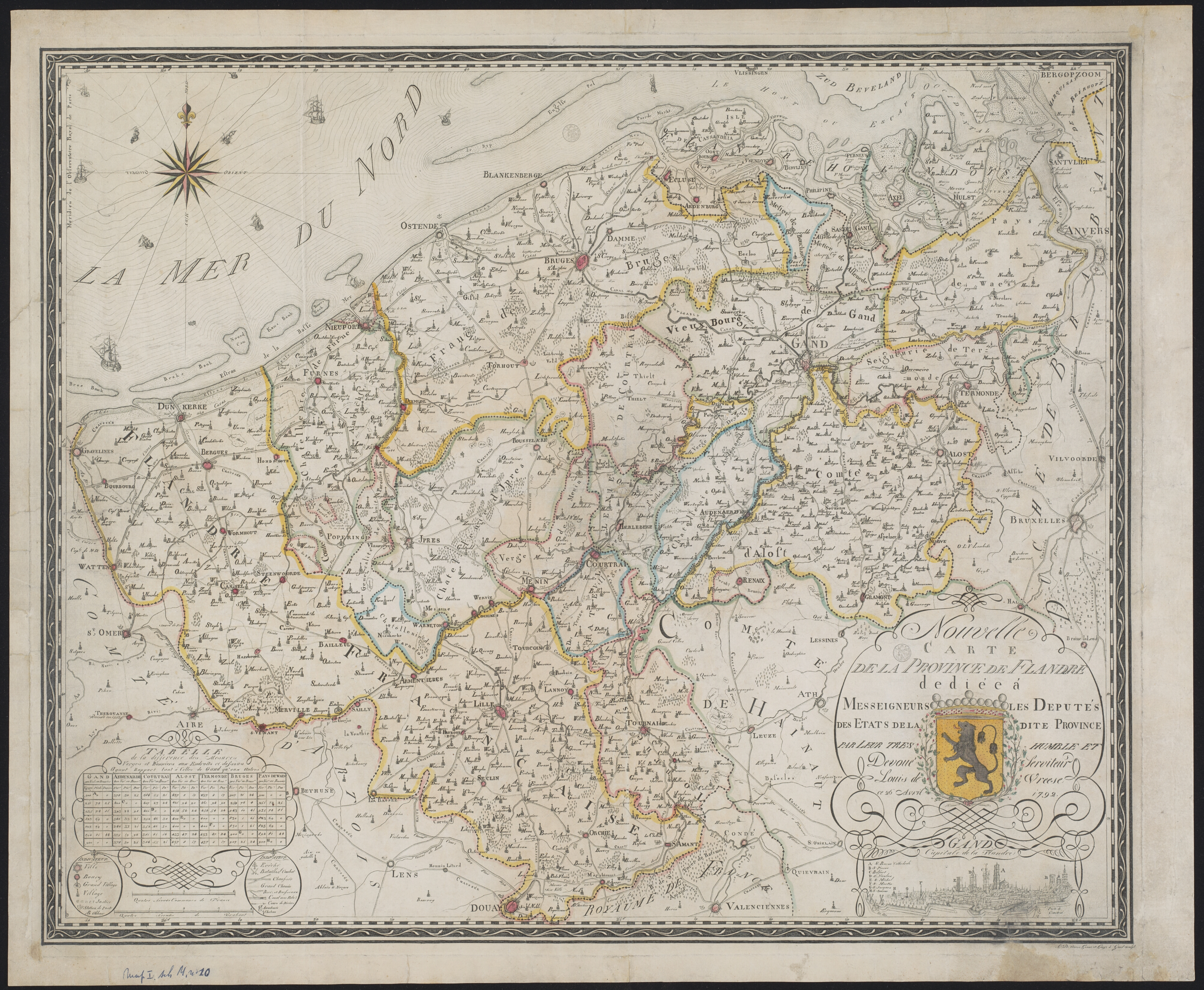
Het Doornikse als een van de Oostenrijkse Nederlanden (De Vreese, 1792)

Gedurende de Spaanse Successieoorlog veroverde Marlborough Doornik in 1709. Hoewel de geallieerden de meeste veroveringen weer afstonden aan Frankrijk, was de vestingstad Doornik essentieel om een anti-Franse barrière op te werpen. Bijgevolg wees de Vrede van Utrecht (1713) het Doornikse toe aan Karel VI van Oostenrijk. Omdat de stadjes Orchies en Condé in Frans bezit bleven, werd het Doornikse "doorgeknipt". De grens van 1713 liep ten zuiden van Maulde en Flines, maar bij een latere rechttrekking zouden deze twee plaatsen afgestaan worden aan Frankrijk (Conventie van Brussel, 1779).
Doornik had nog steeds een eigen statenvergadering en werd daarom niet langer beschouwd als een onderdeel van het graafschap Vlaanderen. Het was een afzonderlijk gewest, een van de Oostenrijkse Nederlanden. Op gerechtelijk vlak werd de toestand vóór 1667 hersteld, ten voordele van de Raad van Vlaanderen. In het kader van de hervormingen van keizer Jozef II ging het baljuwschap in 1782 over naar het Cour souveraine de Mons te Bergen, aangezien dat dichterbij lag dan de Raad van Vlaanderen. In 1790 was het Doornikse een van de Verenigde Nederlandse Staten.

### Opheffing
De Oostenrijkse Nederlanden werden bezet door de Eerste Franse Republiek na de Slag bij Fleurus (1794). Voorlopig werd het Doornikse een van de nieuwe "arrondissementen". In de loop van 1795 ontstond de wens om departementen naar Frans voorbeeld op te richten, die vervolgens verenigd konden worden met de departementen in Frankrijk. Doornik verzocht om een hoofdplaats te blijven, maar werd onder Bergen geplaatst als departement van Jemappes. Op grond van de toenmalige taalgrens werden de noordelijke dorpen Helkijn, Sint-Denijs en Bossuit toegewezen aan het departement Leie.
Het Congres van Wenen kende de "Belgische" departementen toe aan het Verenigd Koninkrijk der Nederlanden. De Nederlandse Grondwet van 1814 hernoemde het departement Jemappes tot de "provincie Henegouwen". In de Belgische Revolutie (1830) scheurden de zuidelijke provincies zich af, als België. De provincie Henegouwen bleef daarbij ongewijzigd, maar bij de vastlegging van de taalgrens in België (1961–1963) werden enkele plaatsen in West-Vlaanderen eraan toegevoegd. Minister René Lefebvre vond dat er toen ook een "provincie Doornik" moest komen, maar dit voornemen werd nooit uitgevoerd.